# Character
Character  è il settimo album in studio del gruppo musicale svedese Dark Tranquillity, pubblicato il 24 gennaio 2005 dalla Century Media.

## Tracce
1. The New Build – 4:08
2. Through Smudged Lenses – 4:13
3. Out of Nothing – 3:54
4. The Endless Feed – 4:45
5. Lost to Apathy – 4:38
6. Mind Matters – 3:31
7. One Thought – 4:09
8. Dry Run – 4:08
9. Am I 1? – 4:31
10. Senses Tied – 4:04
11. My Negation – 6:29

## Formazione
- Mikael Stanne - voce
- Niklas Sundin - chitarra
- Martin Henriksson - chitarra
- Michael Nicklasson - basso
- Anders Jivarp - batteria
- Martin Brändström - tastiere